# Muñeca de trapo (telenovela)
Muñeca de trapo es una telenovela venezolana realizada por Laura Visconti Producciones y coproducida y emitida por la cadena Venevisión en el 2000. Está basada en La gata original de Inés Rodena.
Protagonizada por Adrián Delgado y Karina Orozco, y con las participaciones antagónicas de Rodolfo Drago, Anabell Rivero, Marcos Campos y la primera actriz Rebeca González en su regreso a la Televisión. Cuenta además con las actuaciones estelares de Amilcar Rivero, Esperanza Magaz y Eduardo Serrano.

## Sinopsis
La vida le hace una mala jugada a Laurita Arteaga. Nacida en un hogar lleno de amor y riquezas, es abruptamente separada de sus padres siendo aún una bebé y forzada a vivir en la pobreza durante años, sin conocer su verdadera identidad.
El responsable de la trágica vida de Laurita es Luis Felipe Montesinos, un hombre malo y codicioso que trabaja para la empresa del padre de Laurita, Eugenio Arteaga. La profunda envidia que siente por todo lo bueno que hay en la vida de Arteaga, lleva a Montesinos a inventar una malvada trampa para destruirlo y quedarse con todos sus bienes. 
Montesinos ejecuta cada paso de su plan. Primero despoja a Arteaga de todos sus bienes, utilizando para ello su experiencia en el mundo de las finanzas. Luego asesina a Laura, esposa de Arteaga, y logra que la responsabilidad recaiga sobre Eugenio. "Víctima" de quien consideraba su amigo y fiel empleado, Arteaga es condenado a treinta años de cárcel.
La fatídica tarde del asesinato de Laura Arteaga, la niñera de Laurita llega a la casa justo en el momento en que está sucediendo la tragedia. Temiendo por su vida, huye con la pequeña Laurita, lo que le trae consecuencias terribles, ya que Montesinos la persigue y atropella, dejándola en estado vegetativo. De esta manera, se asegura de que ella no podrá revelar que él fue el verdadero asesino de Laura. Horas más tarde, Laurita y la niñera son rescatadas por la madre de ésta, Doña Coromoto, una mujer dura y cruel que se gana la vida míseramente vendiendo chatarra.
Huérfana de madre y con su padre preso, Laurita es criada por Doña Coromoto, quien la pone a trabajar desde muy temprana edad, mandándola a vender periódicos y a buscar chatarra. En el humilde barrio donde viven, Laurita es conocida como Muñeca de Trapo, llamada así despectivamente por quienes envidian su belleza y su noble corazón.
Años después, el destino pone a Laurita en contacto con aquellos que tanto daño le hicieron, al conocer fortuitamente a Alejandro, el hijo mayor de Luis Felipe Montesinos. A pesar de las diferencias sociales entre ambos, se enamoran... y una vez más, la familia Montesinos le causará un gran dolor a Laurita, ahora alejándola del hombre a quien ama. Pero el destino le dará la oportunidad de vengarse, cuando su padre por fin reciba su merecido indulto y regrese para recobrar todo lo que le arrebataron, incluyendo a su querida hija. Sólo entonces, libre del tormento de su pasado, podrá Laurita encontrar la felicidad junto Alejandro.

## Reparto
- Karina Orozco como Laura Arteaga Santeliz/ Laura Santeliz de Arteaga / Laura "Laurita" Pacheco "muñeca de trapo".
- Adrián Delgado como Alejandro Montesinos.
- Eduardo Serrano como Eugenio Arteaga "El Decano".
- Rodolfo Drago como Luis Felipe Montesinos.
- Rebeca González como Ernestina de Montesinos.
- Anabell Rivero como Ana Karina Ballesteros
- Sonia Villamizar como Natacha Aguirre
- Amilcar Rivero como Jesús González
- Amado Zambrano como José Ignacio
- Carlos Umerez
- Lourdes Martínez como Adriana Montesinos.
- Marcos Campos como David "El Turco"
- Luciano D' Alessandro como Daniel.
- Magaly Serrano
- Mariela Capriles como Mónica de Ballesteros
- Gisvel Ascanio como Carmen de González
- Umberto Buonocuore como Don Nicolo
- Magaly Álvarez como Yolanda Pacheco
- Francisco Mariño como Sergio Montesinos.
- Egmont López como Tomasito (Tomás Pacheco)
- Williams Rodríguez como Pablo García
- Carlos Omaña como lanzador Padre.
- Jorge Borges como Samuel
- Esperanza Magaz como Doña Coromoto Pacheco "La empresaria".
- Omar Omaña
- Amado Zambrano
- Lourdes Medrano
- Elena Toledo como Angélica
- Ricardo Martínez
- José E. Molina
- Henry Salvat como Federico Ballesteros
- Alberto Álvarez  como Carlos Alberto Pulido
- Carlos Acosta como Comisario Rivas
- Francisco Guinot como Pepe

## Versiones
En Puerto Rico:
- La gata (1961): Producida por Esther Palés para el Telemundo de Puerto Rico, y protagonizada por Helena Montalbán y Braulio Castillo.

En Argentina:
- Ella, la gata (1967): Dirigida por Roberto Denis para Canal 13, y protagonizada por Marta González y Enrique Liporace.

En Venezuela:
- La gata (1968): Producida por Cadena Venezolana de Televisión, y protagonizada por Peggy Walker y Manolo Coego.
- Rubí rebelde (1989): Producida por Genaro Escobar para RCTV, y protagonizada por Mariela Alcalá y Jaime Araque. (Fusión de La gata con Enamorada, otra radionovela de Inés Rodena).
- Cara sucia (1992): Producida por Marisol Campos para Venevisión, y protagonizada por Sonya Smith y Guillermo Dávila.

En México:
- La gata (1970): Producida por Valentín Pimstein para Telesistema Mexicano (hoy Televisa), y protagonizada por María Teresa Rivas y Juan Ferrara.
- La fiera (1983): Producida también por Valentín Pimstein para Televisa, y protagonizada por Victoria Ruffo y Guillermo Capetillo.

- 'Rosa salvaje (1987): Producida también por Valentín Pimstein para Televisa, y protagonizada por Verónica Castro y Guillermo Capetillo. (Fusión de La gata con La indomable, otra radionovela de Inés Rodena).
- Yo no creo en los hombres (1991): Producida por Lucy Orozco para Televisa, y protagonizada por Gabriela Roel y Alfredo Adame. (Fusión de No creo en los hombres, de Caridad Bravo Adams con La gata y Enamorada, otra radionovela de Inés Rodena).
- Sueño de amor (1993): Producida por José Rendón para Televisa,y protagonizada por Angélica Rivera y Omar Fierro.
- 'Cañaveral de pasiones (1996): Producida por Christian Bach y Humberto Zurita para Televisa, y protagonizada por Daniela Castro, Juan Soler, Francisco Gattorno y Patricia Navidad. (Fusión de Una sombra entre los dos y Al pie del altar, de Caridad Bravo Adams con La gata otra radionovela de Inés Rodena).
- 'Abrázame muy fuerte (2000): Producida por Salvador Mejía Alejandre para Televisa, y protagonizada por con Victoria Ruffo, Aracely Arámbula y Fernando Colunga. (Fusión de Pecado mortal, de Caridad Bravo Adams con La gata y La indomable, otra radionovela de Inés Rodena).
- 'Por un beso (2000): Producida por Angelli Nesma para Televisa, y protagonizada por Natalia Esperón y Victor Noriega.
- Segunda parte de 'Velo de novia (2003): Producida por Juan Osorio Ortiz para Televisa, y protagonizada por Susana González y Eduardo Santamarina. (Original basado en Rubí rebelde y Yo no creo en los hombres).
- Pobre diabla (2009): Producida por Fides Velasco para TV Azteca, y protagonizada por Alejandra Lazcano y Cristóbal Lander.
- 'Abismo de pasión (2012): Producida por Angelli Nesma Medina para Televisa, y protagonizada por Angelique Boyer, David Zepeda, Mark Tacher y Livia Brito.
- La gata (2014): Producida por Nathalie Lartilleux para Televisa, y protagonizada por Maite Perroni y Daniel Arenas.
- Yo no creo en los hombres  (2014): Producida por Giselle González  para Televisa, y protagonizada por Adriana Louvier y Gabriel Soto.
- 'Que te perdone Dios (2015): Producida por Angelli Nesma Medina para Televisa, y protagonizada por Rebecca Jones, Zuria Vega, Mark Tacher. (Remake de Abrázame muy fuerte y original basado en Rosa salvaje)

En Venezuela y Estados Unidos:
- Gata salvaje (2002): Producida por Alfredo Schwarz y Arquímedes Rivero para Venevisión y Univisión, y protagonizada por Marlene Favela y Mario Cimarro. (Fusión de La gata con La indomable y La galleguita, otras radionovelas de Inés Rodena).

En Brasil:
- 'Seus Olhos (2004): Producida por Henrique Martins para SBT, y protagonizada por Carla Regina y Thierry Figueira.